# Мануела Рока Ботей
Мануела Рока Ботей (1973 , Bariobéd, Бйоко Норте, Екваторіальна Гвінея ) — прем'єр-міністр Екваторіальної Гвінеї з 1 лютого 2023 по 17 серпня 2024 року. Вона перша жінка на цій посаді. Її призначив на посаду прем'єр-міністра президент Теодоро Обіанг Нгема Мбасого було оголошено 31 січня 2023 року. Вона змінила на цій посаді Франсіско Паскуаль Обама Асуе. 
Раніше з 2020 року вона була міністром освіти. 
Вона є заступником декана факультету гуманітарних і соціальних наук Національного університету Екваторіальної Гвінеї.